# Kloster Adelberg

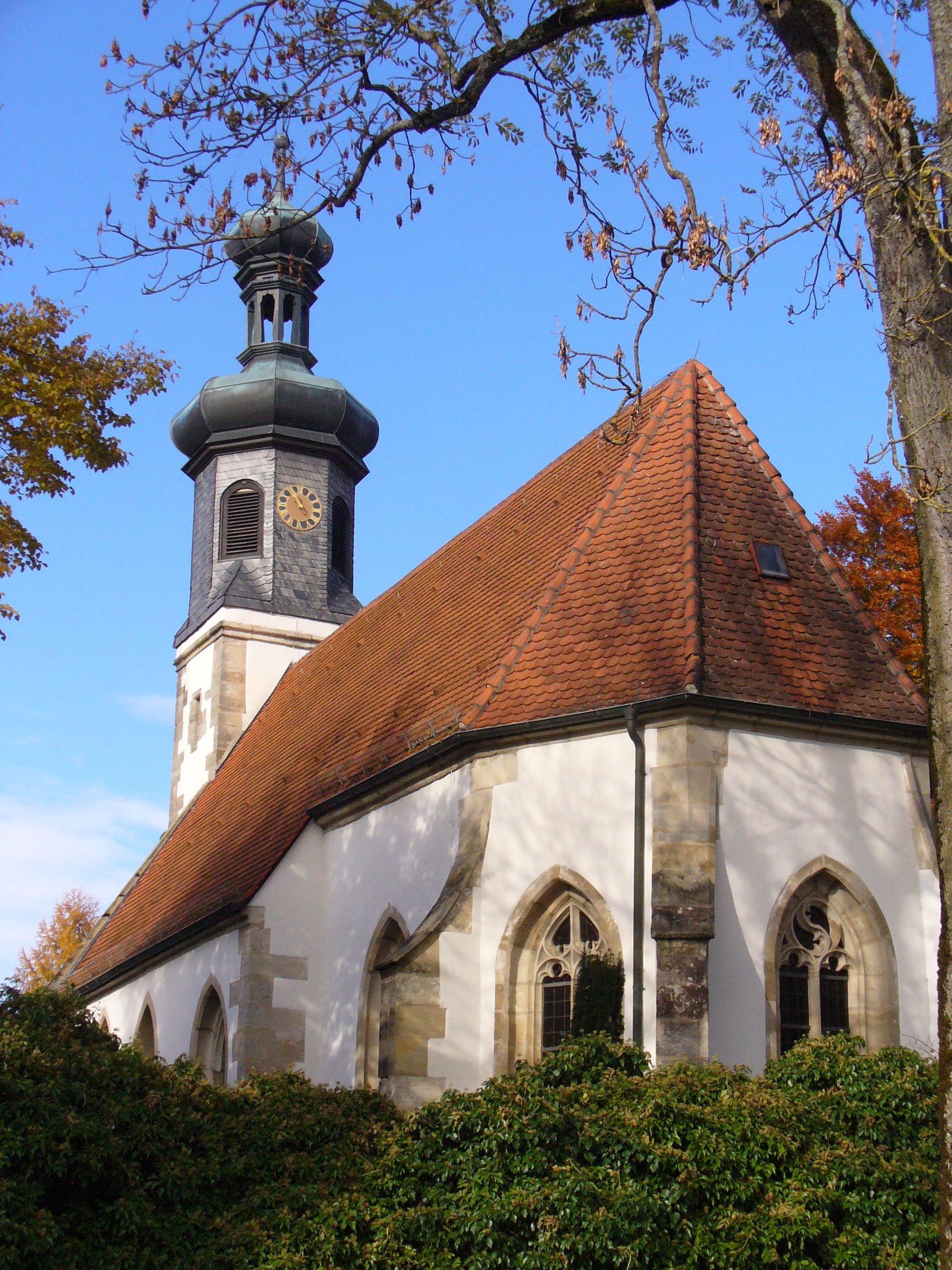
Ulrichskapelle im Kloster Adelberg

Kloster Adelberg war ein 1178 errichtetes Prämonstratenserstift in Adelberg bei Göppingen in Baden-Württemberg. 300 Jahre lang existierten ein Chorherren- und ein Chorfrauenkonvent nebeneinander, 1476 mussten die Stiftsdamen nach Lauffen am Neckar umziehen.
Das Kloster des Reformordens wurde in seiner Frühphase intensiv von den Staufern gefördert, die zunächst auch die Vögte stellten. Endgültig ab 1372 geriet der Konvent unter württembergische Herrschaft, die der Abtei im 15. Jahrhundert eine wirtschaftliche Blütezeit brachte und Adelberg zu einem der reichsten Stifte des alten Herzogtums werden ließ.
Im Deutschen Bauernkrieg wurde das Kloster schwer beschädigt. In die Wiederaufbauzeit fiel die Reformation. Nach deren endgültiger Einführung war Adelberg von 1565 bis 1629/1630 Sitz einer evangelischen Klosterschule. Ihr berühmtester Schüler war Johannes Kepler. Bis 1810 war es Sitz einer Prälatur der württembergischen Landeskirche. In dieser Zeit amtierten dort herausragende evangelische Theologen als Äbte und Prälaten, darunter Jakob Andreae, Ludwig Eberhard Fischer, Johann Jakob Heinlin, Lucas Osiander der Ältere, Johann Wolfgang Jäger und Balthasar Sprenger.
Obwohl die Anlage mit ihrer erhaltenen Ummauerung noch gut erfassbar ist, blieben aus klösterlicher Zeit nur wenige Gebäude bewahrt; die Klosterkirche wurde nach der Reformation abgetragen. Aus dem Erhaltenen ragt die Ulrichskapelle mit ihrem Altar aus der Werkstatt von Nikolaus Weckmann und den zugehörigen Tafelgemälden von Bartholomäus Zeitblom künstlerisch heraus.

## Lage
Die Klosteranlage befindet sich etwa 460 m ü. NN auf einer Rodungsinsel auf der Höhe des östlichen Schurwalds zwischen den Tälern der Rems im Norden und der Fils im Süden. Geologisch betrachtet stehen die Gebäude am Rand einer mit Löß bedeckten Lias-Platte, die verhältnismäßig gute Bedingungen für Ackerbau bietet.
Die Landstraße 1147 Schorndorf–Rechberghausen(–Göppingen) führt unmittelbar am Kloster vorbei. Die Bebauung des Ortes Adelberg beginnt ungefähr 300 m nördlich des Hauptzugangs zum Klostergelände; südwestlich im Herrenbachtal, circa 500 m entfernt, befindet sich der Staudamm des Hochwasserrückhaltebeckens Herrenbach. Die Kreisstadt Göppingen liegt südöstlich in Luftlinie etwa 7 Kilometer entfernt, Schorndorf im Rems-Murr-Kreis 7 Kilometer nordwestlich, Stuttgart 30 Kilometer westlich, das staufische „Schwesterkloster“ Lorch 9 Kilometer nordöstlich.

## Geschichte

### Vor der Gründung
Die Schurwaldhochfläche wurde im Gegensatz zu den benachbarten Tälern von Neckar, Fils und Rems erst relativ spät dauerhaft besiedelt. Die ältesten Orte entstanden wahrscheinlich ab dem ausgehenden 9. Jahrhundert, also am Ende der Mittleren Ausbauzeit.
Ein Vorgängerbau der heutigen Ulrichskapelle wurde nach der Mitte des 13. Jahrhunderts verfassten Gründungsgeschichte Adelbergs von einem „Remigus“, dessen Frau „Bilifrida“ und ihren Kindern gestiftet und angeblich vom schottischen Bischof Thiallinus von Sodor und Man im Auftrag von Papst Leo IX. am 28. Januar 1054 geweiht. Die Namen der Stifter könnten auf verwandtschaftliche Beziehungen zu den Grafen von Comburg-Rothenburg hinweisen. Die Person des konsekrierenden Bischofs erscheint dahingehend interessant, dass sie lediglich in dieser einen Quelle genannt wird. Engels sieht in Thiallinus – aufgrund von möglichen Erfahrungen des Bischofs im Umgang mit den norwegischen Wikingern auf seiner heimatlichen Isle of Man – einen nützlichen Berater Leos für das päpstliche Vorgehen gegen die Normannen in Süditalien. Leo selbst könnte sich wegen seiner Verwandtschaft zu den frühen Staufern (über Hildegard von Egisheim) verpflichtet gefühlt haben, sich dieser ziemlich unbedeutenden Kapellenstiftung zu widmen.

### Stiftung aus dem Umfeld der Staufer

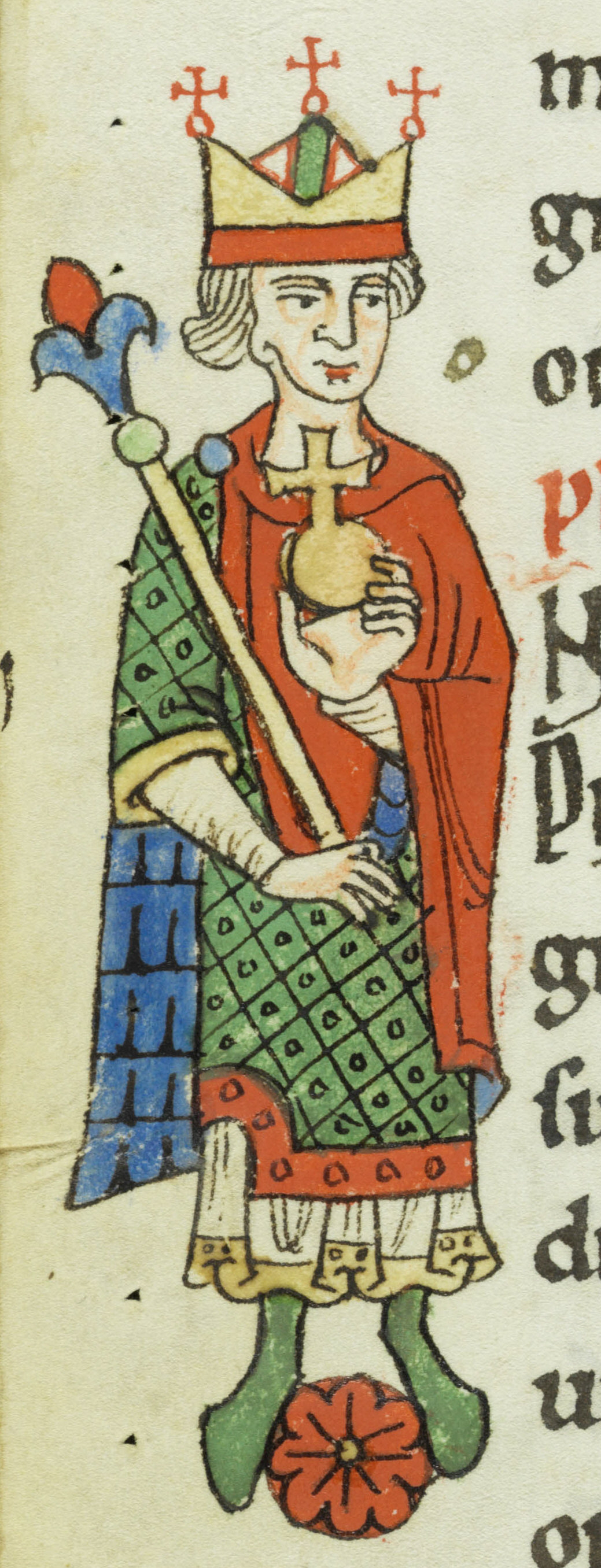
Philipp von Schwaben (Miniatur) in der um 1250 entstandenen Chronik des Stifts Weißenau. Kantonsbibliothek St. Gallen (Sammlung Vadiana, Ms. 321, S. 40)

Im Zentrum des staufischen Machtbereichs und in Sichtweite der zehn Kilometer ostsüdöstlich aufragenden Burg Hohenstaufen gelegen, war das Kloster in seiner Frühphase derart eng mit dem Geschlecht der Staufer verbunden, die es mit Besitz, Einkünften und zahlreichen Rechten ausstatteten, dass es als Hauskloster der Familie betrachtet werden kann. Die Propstei wurde 1178 bei der Ulrichskapelle von Volknand von Staufen-Toggenburg, einem Verwandten Kaiser Friedrichs I., gestiftet und Chorherren aus dem Kloster Roggenburg unter der Führung von Propst Ulrich übergeben. Zuvor waren ein zisterziensischer Gründungsversuch – wahrscheinlich von Schöntal ausgehend – und einer des Klosters Rot gescheitert. Der Kaiser bestätigte 1181 die Stiftung seines Ministerials und bestimmte als Vogt den jeweiligen Herrn der Burg Hohenstaufen; die Untervögte durften Propst und Konvent selbst wählen. Nachdem Papst Alexander III. das Kloster ebenfalls im Jahr 1181 privilegiert hatte, beteiligten sich auch die Welfen in Person von Welf VI. 1185 mit einem Hof in Fellbach an der Ausstattung des Stifts.
1187 waren Friedrich und drei seiner Söhne anlässlich der Altarweihe, die der Münsteraner Bischof Hermann von Katzenelnbogen vollzog, wiederum in Adelberg anwesend. In diesem Zusammenhang wurde außerdem ein Frauenkonvent eingerichtet. 1202 war der Bau der unter dem Patronat der Heiligen Maria und Ulrich von Augsburg stehenden Klosterkirche abgeschlossen – bei der Weihe war mit Philipp von Schwaben erneut ein hochrangiger Staufer vor Ort. Der junge Philipp wurde wohl zeitweise im Kloster Adelberg unterrichtet. Seine Witwe Irene vermachte 1208, nur acht Tage vor ihrem eigenen Tod, dem Konvent einen Hof am Esslinger Obertor für das Seelenheil ihres ermordeten Mannes, aus dem sich später der Adelberger Freihof entwickelte. 1220 wies Kaiser Friedrich II. die Schultheißen der stauferfreundlichen Städte Esslingen und Gmünd an, das Kloster in ihren Schutz zu nehmen, da es von seinen Ahnen gegründet und ausgestattet worden sei und er es unter seinen besonderen Schutz genommen habe.
Zwei Adelberg betreffende Urkunden aus der Stauferzeit sind auch für die Geschichte der Stadt Schwäbisch Hall von großer Bedeutung: 1189 tauschte das Kloster Sankt Georgen im Schwarzwald sein Gut Holzhausen mit einem Gut Adelbergs in Hochdorf um 23 Pfund Heller (XXIII libras Hallensiuma monetę) – die erste Erwähnung des Hellers und der Haller Münzstätte. 1203 befreite Philipp von Schwaben mit der ältesten Urkunde über die mittelalterliche Salzgewinnung in der Stadt das Kloster von allen Abgaben aus dessen Salzpfannen in Hall.

### Unter württembergischer Vogtei – Blütezeit im 15. Jahrhundert

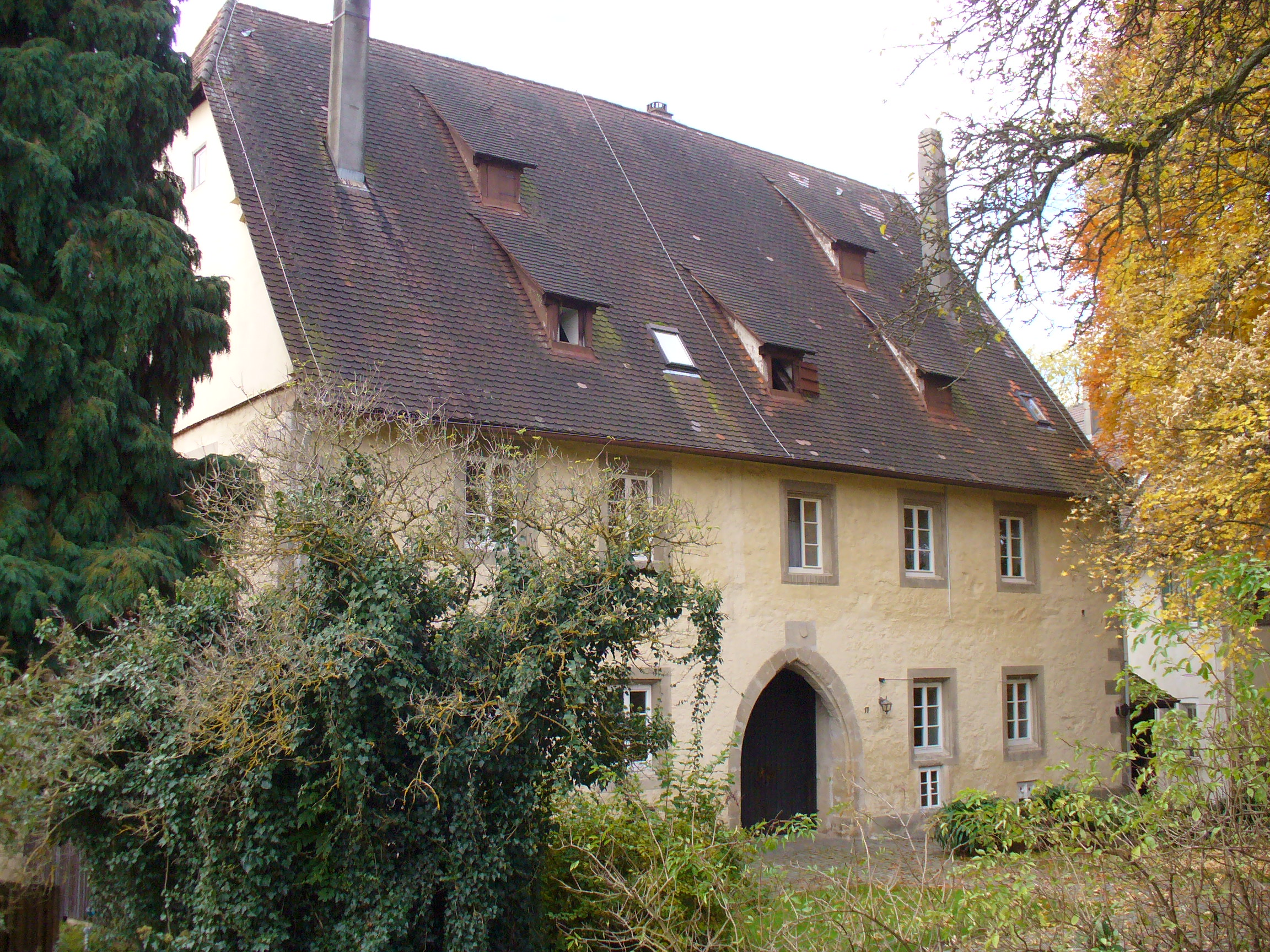
Fruchtkasten

Nach dem Aussterben der Staufer versuchte das Kloster einen reichsunmittelbaren Status zu erreichen, was aber letztlich misslang. 1291 unterstellte es sich dem Schutz der Grafen von Württemberg, wobei diese zunächst explizit auf die Vogtei und die Gerichtsbarkeit verzichteten; bereits 1372 erlangten die Grafen allerdings endgültig auch die Vogtei als Reichspfand aus der Hand Kaiser Karls IV. Noch bis in die zweite Hälfte des 15. Jahrhunderts gärte der Streit um die landesherrlichen Rechte Württembergs. Dennoch scheute sich aber Graf Ulrich der Vielgeliebte nicht, im Rahmen des allgemeinen Bemühens um eine bessere Kirchenzucht auch von den Adelberger Chorherren Reformen einzufordern. Der Frauenkonvent – Adelberg war das letzte Doppelkloster in Württemberg, dem zu diesem Zeitpunkt auch Ulrichs Tochter Katharina angehörte –, musste 1476 nach Lauffen am Neckar umziehen, wobei Adelberg die disziplinarische Aufsicht über die Chorfrauen behielt.

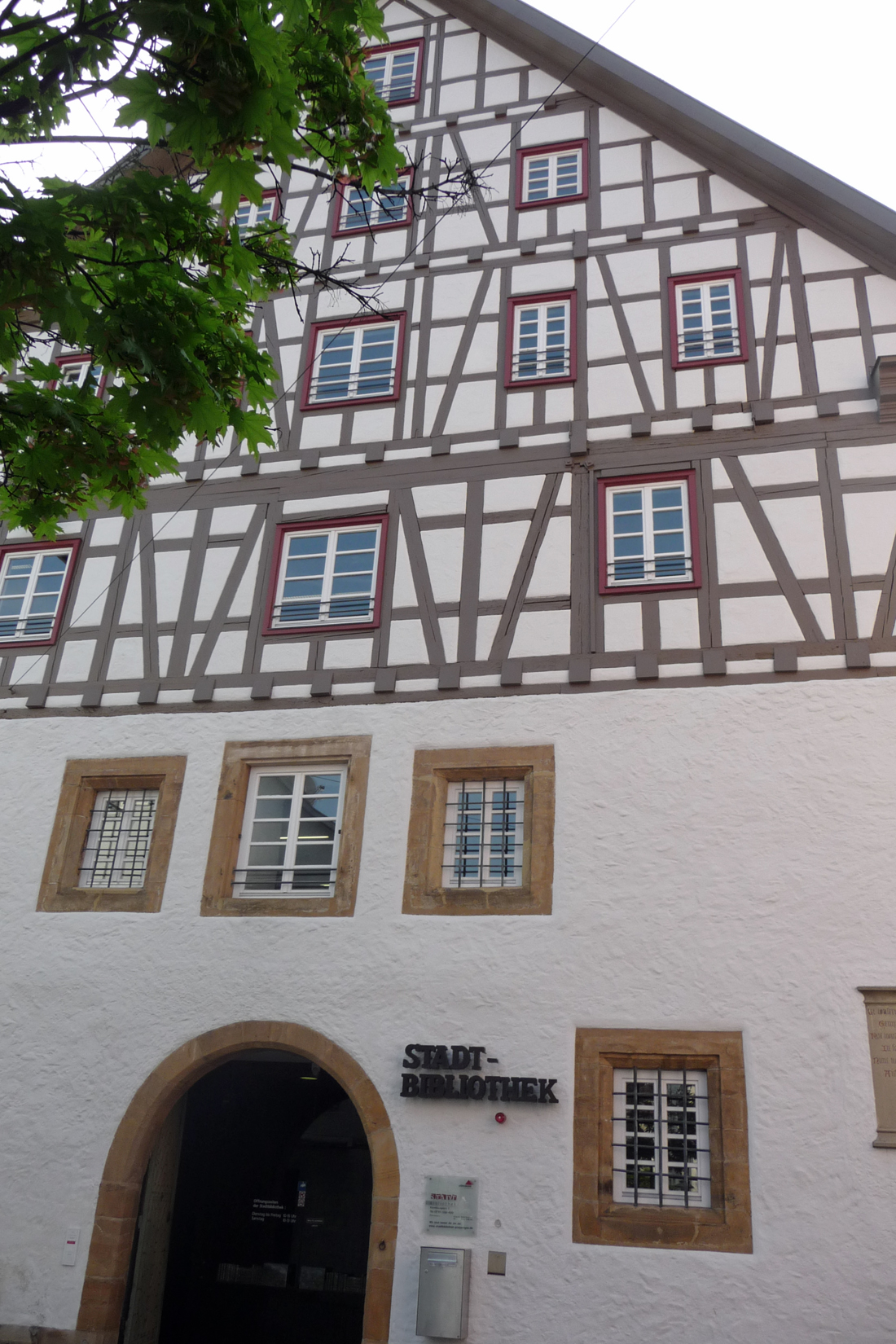
Fassade des Adelberger Kornhauses in Göppingen, heute Stadtbibliothek

1361 zerstörte ein Brand die gesamte Anlage. Nach dem Wiederaufbau erlebte Adelberg im 15. Jahrhundert seine Blütezeit: 1441 erhielt das Kloster den Rang einer Abtei; bis zur Reformation war der Konvent im Besitz von 10 Dörfern, 19 Weilern, 37 Höfen und 22 Mühlen mit etwa 3500 Einwohnern sowie Einzelgütern und -rechten in 114 Orten. Darüber hinaus erzielte er Einkünfte aus zahlreichen inkorporierten Pfarreien und umfangreichem Waldbesitz. Die Güter und Rechte des Klosters konzentrierten sich räumlich im Wesentlichen auf das Gebiet der heutigen Landkreise Esslingen, Göppingen und des Rems-Murr-Kreises, wobei die Abtei zur Abwicklung ihrer Einnahmen Pfleghöfe in Stuttgart, Göppingen, Heilbronn (bis 1465), Esslingen, Kirchheim, Waiblingen und Schorndorf unterhielt. Nach Hirsau, Maulbronn und Bebenhausen nahm Adelberg – gemessen an der Steuerleistung – den vierten Rang der württembergischen Männerklöster ein.
Um 1500 begann unter Abt Berthold Dürr der Neubau sowohl der Ulrichskapelle, die nun in die Ummauerung des Klosterbezirks einbezogen wurde, als auch der Kirche in Hundsholz (bis 1851 hieß der heutige Ort Adelberg Hundsholz, danach übernahm die Gemeinde den Namen des Klosters). Die Kapelle diente bis zu diesem Zeitpunkt als Pfarrkirche für etliche Einwohner aus verschiedenen Orten in Adelberger Besitz, deren Zutritt zum Klosterareal mit dem Bau des Gotteshauses im Ort eingeschränkt werden sollte. Gleichzeitig vereinfachte der Hundsholzer Neubau komplizierte kirchenrechtliche Abhängigkeiten. Die kostbare Ausstattung der Ulrichskapelle verantwortete Berthold Dürrs Nachfolger Leonhard Dürr. Leonhard Dürr richtete im Kloster auch eine Bildhauerwerkstatt ein, die diverse Ölberggruppen und Epitaphe, u. a. in Börtlingen, Süßen sowie in Adelberg selbst, schuf.
Zwischen der Abtei und Hundsholz verlief die Grenze der Diözesen Augsburg und Konstanz. Der Ort und die Ulrichskapelle (diese als Filial der Lorcher Pfarrkirche) unterstanden kirchenrechtlich Augsburg, das Klostergelände befand sich aber auf Konstanzer Gebiet, was schwierige Verhältnisse bei der Besetzung von Pfarrstellen oder Visitationen zur Folge hatte. Der Bau der Hundsholzer Kirche als „Ausgleich“ für die Einbeziehung der Kapelle in die Klosterummauerung vereinfachte zwar die Situation, aber selbst nach der Reformation bestanden weiterhin gegenseitige Abhängigkeiten und Zahlungsverpflichtungen zwischen Adelberg, Lorch und Hundsholz.

### Bauernkrieg und Reformation
In den Unruhen des Armen Konrad wurde das Kloster 1514 geplündert; im Bauernkrieg 1525 die Anlage durch den Gaildorfer (oder Limpurger) Haufen teilweise zerstört. Der Konvent fand in Schorndorf Zuflucht, wofür er zum Dank noch bis 1753, also bis weit in die evangelische Zeit hinein, dem Magistrat der Stadt ein sogenanntes Laetare-Mahl ausrichtete. Abt Leonhard Dürr flüchtete samt Klosterschatz in entgegengesetzter Richtung ins ulmische Geislingen.
Der Wiederaufbau begann zwar sofort, die Einführung der Reformation ab 1535 durch Herzog Ulrich verhinderte aber dessen Abschluss. Abt Leonhard Dürr, der 1529 noch zum Visitator seines Ordens in Schwaben ernannt worden war, starb 1538 im Mutterkloster Roggenburg. Das Augsburger Interim und das Restitutionsedikt brachten nochmals vorübergehend katholische Geistliche nach Adelberg.
Nach einem Lagerbuch von 1537 befanden sich folgende Gebäude auf dem Klostergelände: „das Kloster, die Kirche, zwei Kapellen, das Refektorium, die Abtei, das Gasthaus, die Pfisterei, das Siechenhaus, die Küche, zwei Bindhäuser, das neue Badhaus, der Maierbau, der Hundestall, eine Schmiede, eine Kornschütte, mehrere Stallungen, Scheunen, Waschhäuser etc., der Schafgarten, der Frauengarten, der Herrengarten und der Pfistergarten“. 1540 wurden die romanische Klosterkirche und das Dormitorium auf Befehl Herzogs Ulrich abgerissen, Teile des Abbruchmaterials dienten dem Festungsbau in Schorndorf. Bis ins 19. Jahrhundert hinein wurden zahlreiche weitere Gebäude abgetragen.

### Klosterschule und Klosteramt

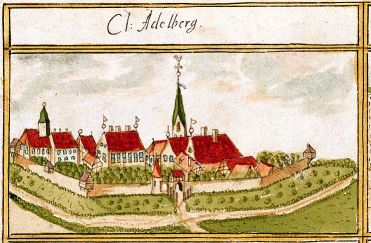
Kloster Adelberg, 1685

Nach dem Tod des letzten katholischen Abtes Ludwig Werner wurde Christoph Binder erster evangelischer Prälat. Adelberg war seit 1565 „evangelisches Kloster“ und Sitz einer niederen Klosterschule, deren berühmtester Schüler Johannes Kepler war (1584–1586). Das Kloster wurde außerdem Sitz einer der vier Prälaturen (bzw. Generalsuperintendenzen oder Generalate) Württembergs sowie Verwaltungsmittelpunkt eines Klosteramtes.
Nach dem Dreißigjährigen Krieg blieb die Klosterschule geschlossen. Der umfangreiche Klosterbesitz wurde vom Klosteramt Adelberg verwaltet, das in die Unterämter Hundsholz, Kaisersbach, Steinenberg und Zell-Altbach aufgeteilt war.
1807 ging der größte Teil des alten Klosteramts im Oberamt Schorndorf auf; die Prälatur wurde 1810 aufgehoben. Damit hatte Adelberg endgültig seine zentralörtliche Bedeutung in der Region verloren. 1830 kaufte die Gemeinde Hundsholz die Klostergüter im Dorf und auch das Kloster selbst auf. 1843 wurde das Klostergebiet auch formal eingemeindet und die Gesamtgemeinde übernahm den Namen Adelberg.

## Heutige Nutzung

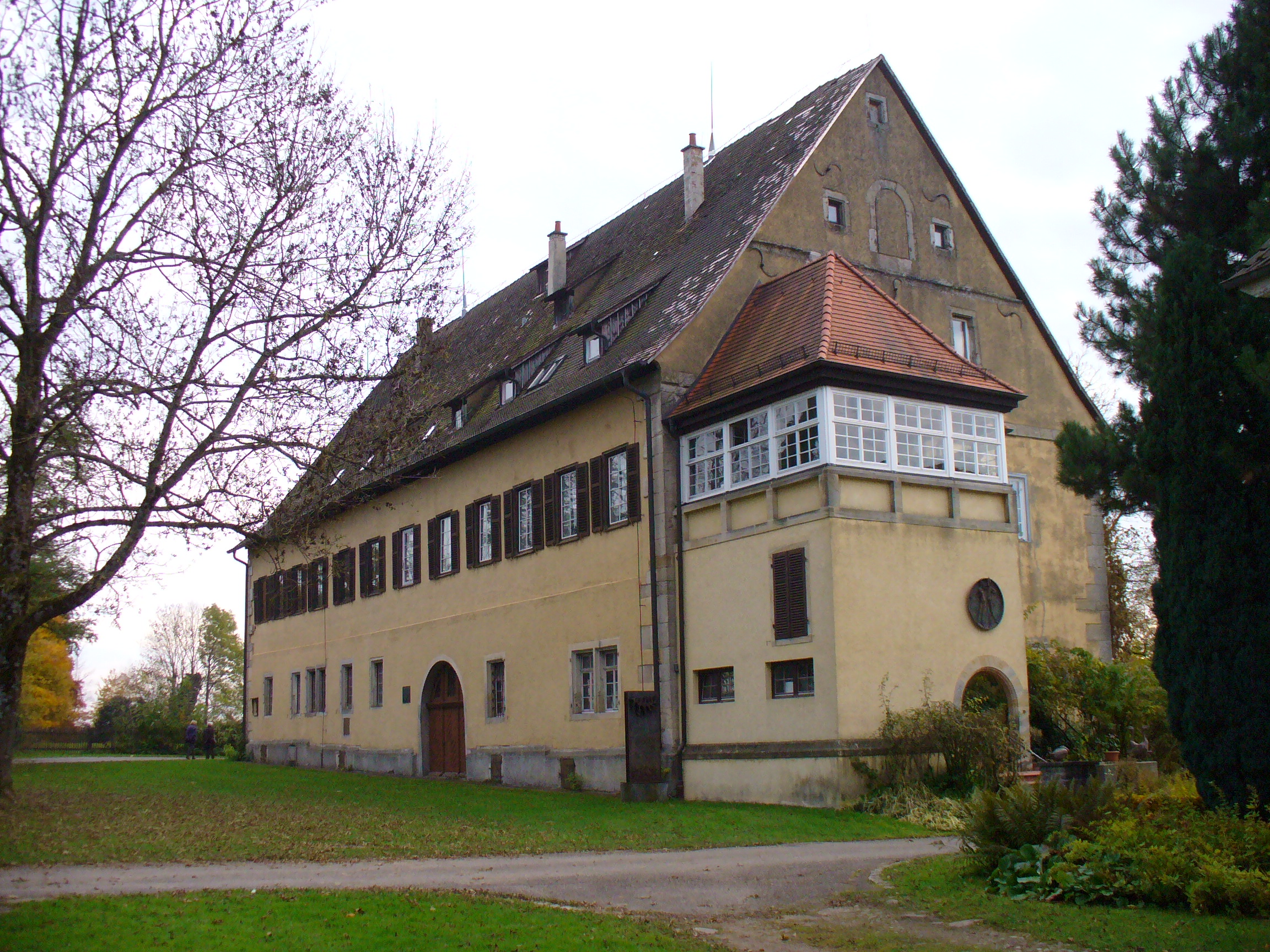
Prälatur mit zwei Gedenktafeln für Johannes Kepler

Die Ulrichskapelle dient der Kirchengemeinde Adelberg als Gotteshaus und Raum für besondere Veranstaltungen. Auf dem Platz vor der Kapelle finden im Sommer die vom Kultur- und Kunstverein Adelberg organisierten Theateraufführungen der Freilichtspiele Adelberg statt. Das Klostermuseum in der Klostervilla informiert interessierte Besucher über die Geschichte des Klosters, die Räume im Erdgeschoss der Villa werden für Wechselausstellungen genutzt. Das Prälaturgebäude befindet sich in Privatbesitz und kann nicht besichtigt werden.
Das Klostergelände bildet heute den Ortsteil Adelberg-Kloster der Gemeinde Adelberg. Neben den wenigen Bauwerken, die noch aus der klösterlichen Zeit stammen, befinden sich heute auf dem Areal zahlreiche privat genutzte Gebäude neueren Datums. Das Kloster ist seit 1977 eine bedeutende Sehenswürdigkeit an der Straße der Staufer.

## Beschreibung der Anlage und Gebäude

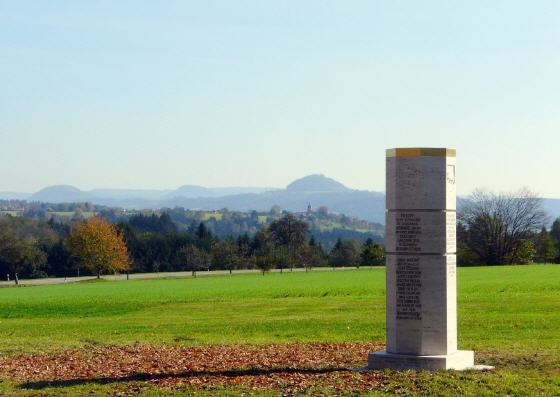
Stauferstele vor dem nördlichen Hauptportal

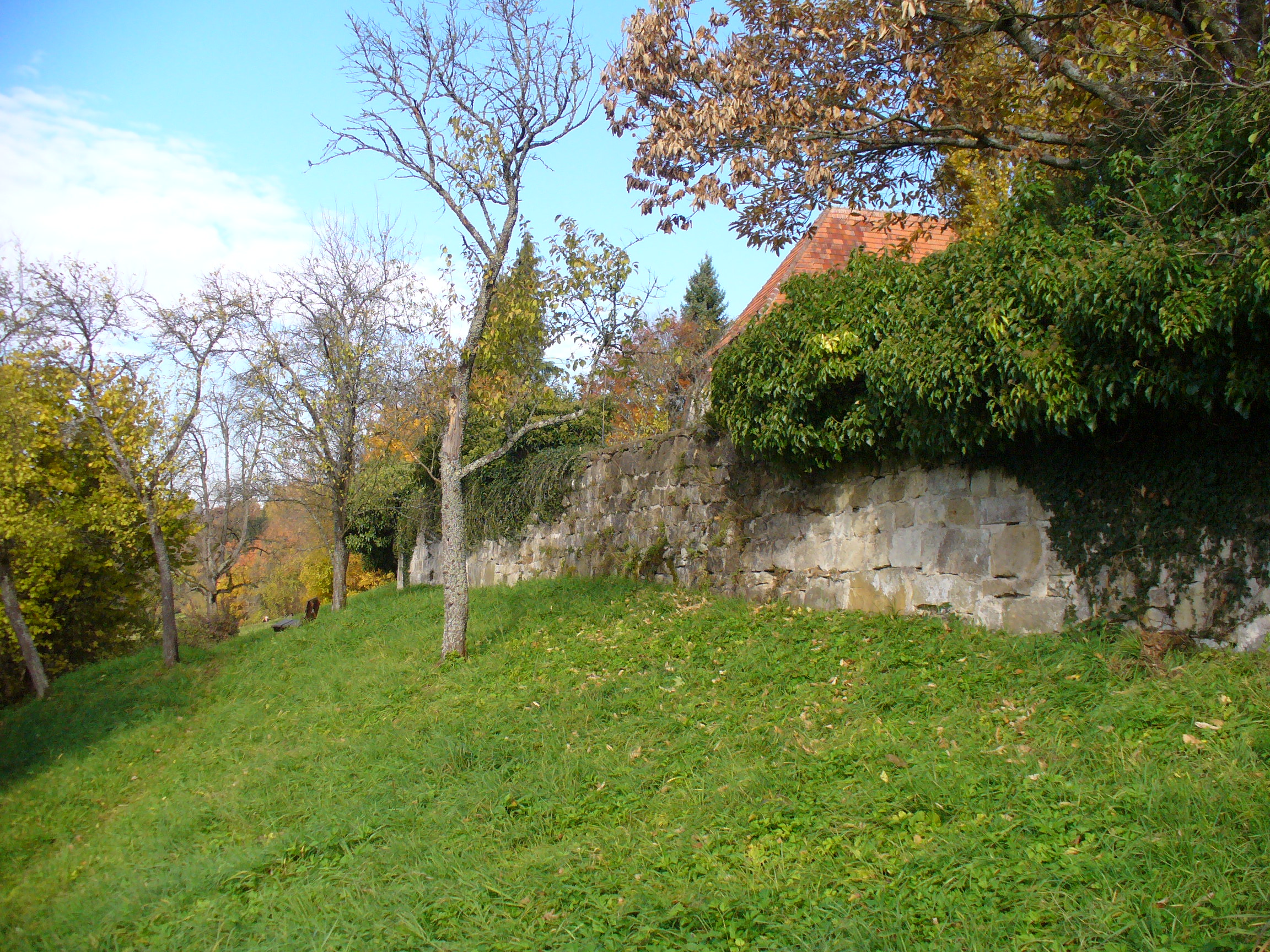
An der südlichen Klostermauer

Die meisten Klostergebäude, darunter auch die Klosterkirche, wurden zerstört oder – noch bis ins 19. Jahrhundert hinein – abgetragen. Der am besten erhaltene Teil der Anlage ist die etwa 1100 Meter lange Klostermauer, die das circa 6 Hektar große Gelände fast vollständig umfasst. Deren älteste Abschnitte – die wahrscheinlich noch in staufischer Zeit entstanden – befinden sich auf der Ostseite der Anlage.
Drei Tore und eine Pforte ermöglichten den Zugang zum Kloster; das nördliche Hauptportal ist als für Prämonstratenserklöster typischer Doppeleingang ausgeführt, der 1744 mit einer barocken Bekrönung versehen wurde. Seit Anfang der 1950er Jahre wurde die Mauer von der Gemeinde Adelberg und dem Landesdenkmalamt renoviert. Vor dem Hauptportal steht eine am 17. Oktober 2008 eingeweihte Stauferstele.
Die Prälatur, ein langgestreckter Steinbau mit Fachwerkgiebeln, war Sitz der Adelberger Äbte und beherbergte nach der Reformation die Klosterschule. Nach einem Brand entstand der heutige Bau 1681–1684. Heinrich Waibel besorgte im Inneren die Deckenstukkaturen, wobei das 12 Meter lange, eine Szene aus König Davids Leben darstellende Deckenrelief im Prälatensaal künstlerisch herausragt. Von 1810 bis 1966 wurde das Gebäude als evangelisches Pfarrhaus genutzt; heute befindet es sich in Privatbesitz.
Der von zwei Rundtürmen, die als Klostergefängnis dienten, flankierte Fruchtkasten stammt aus dem Jahr 1481; der Bau der Zehntscheune entstand 1747. Die Klostervilla, die an einen Kräutergarten grenzt, wird als Ausstellungsraum genutzt.

### Ulrichskapelle(St. Maria, Ulrich und Katharina)

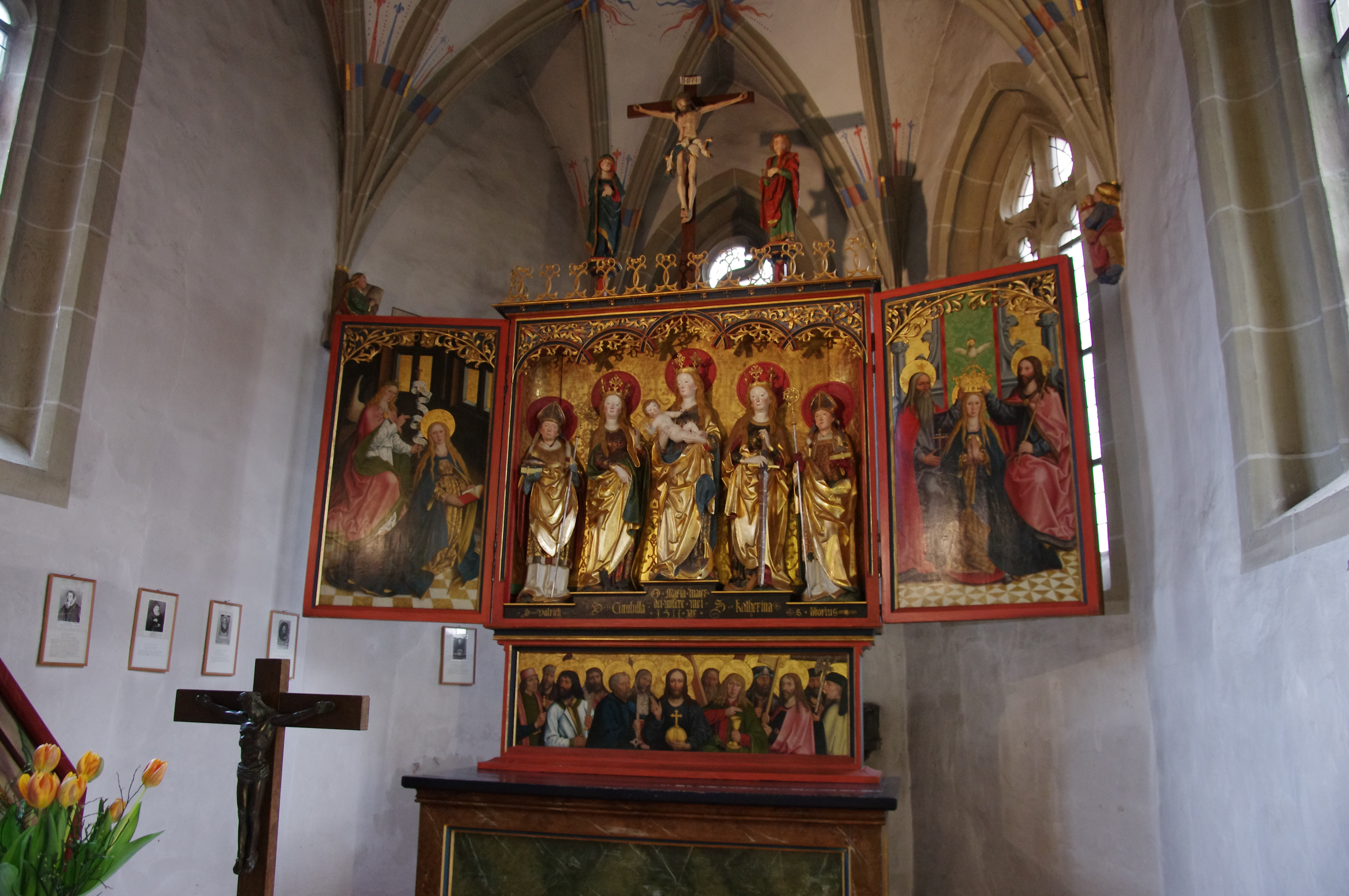
Ulrichskapelle, Altar

Nach der oben beschriebenen Erstweihe im Jahr 1054 verfiel die Ulrichskapelle, sodass Anfang des 13. Jahrhunderts ein Neubau erforderlich war, den der Augsburger Bischof Siegfried von Rechberg 20. März 1227 weihte. Die Kapelle diente dann bis zur Entstehung der Hundsholzer Kirche als Gotteshaus für einfache Klosteruntertanen. Der jetzige Bau entstand 1501–1507 unter den Äbten Berthold sowie Leonhard Dürr und ist heute das einzige sakrale und kunsthistorisch bedeutsame Gebäude im Kloster. Während die Klosterkirche der Chorherren im Bauernkrieg zerstört wurde, blieb die Ulrichskapelle – der Überlieferung nach auf Fürbitte eines Bauern – verschont. Die Kapelle besitzt im Inneren ein einschiffiges, flachgedecktes Langhaus sowie einen rippengewölbten Chor in ⅜-Schluss mit figürlichen Konsolen und Schlusssteinen sowie einfachen Maßwerkfenstern. Der vorgesetzte Westturm entstand 1703, seine Haube 1744. Wandmalereien (um 1550) an der Nordseite des Schiffs illustrieren die Gründungsgeschichte des Klosters.
Der Hochaltar – ein 1511 von Nikolaus Weckmann geschaffener Flügelaltar – und die zugehörigen Tafelgemälde von Bartholomäus Zeitblom als wertvollste Ausstattungsstücke der Kapelle blieben am ursprünglichen Ort fast unverändert erhalten. Die Schreinskulpturen zeigen die Heiligen Ulrich von Augsburg, Cutubilla, Maria, Katharina und Liborius, die Gemälde auf den Innenseiten Mariä Verkündigung und Krönung, außen die Anbetung Jesu und die Verkündigung an die Hirten und die Heiligen Drei Könige.

Altarschrein und Flügelgemälde
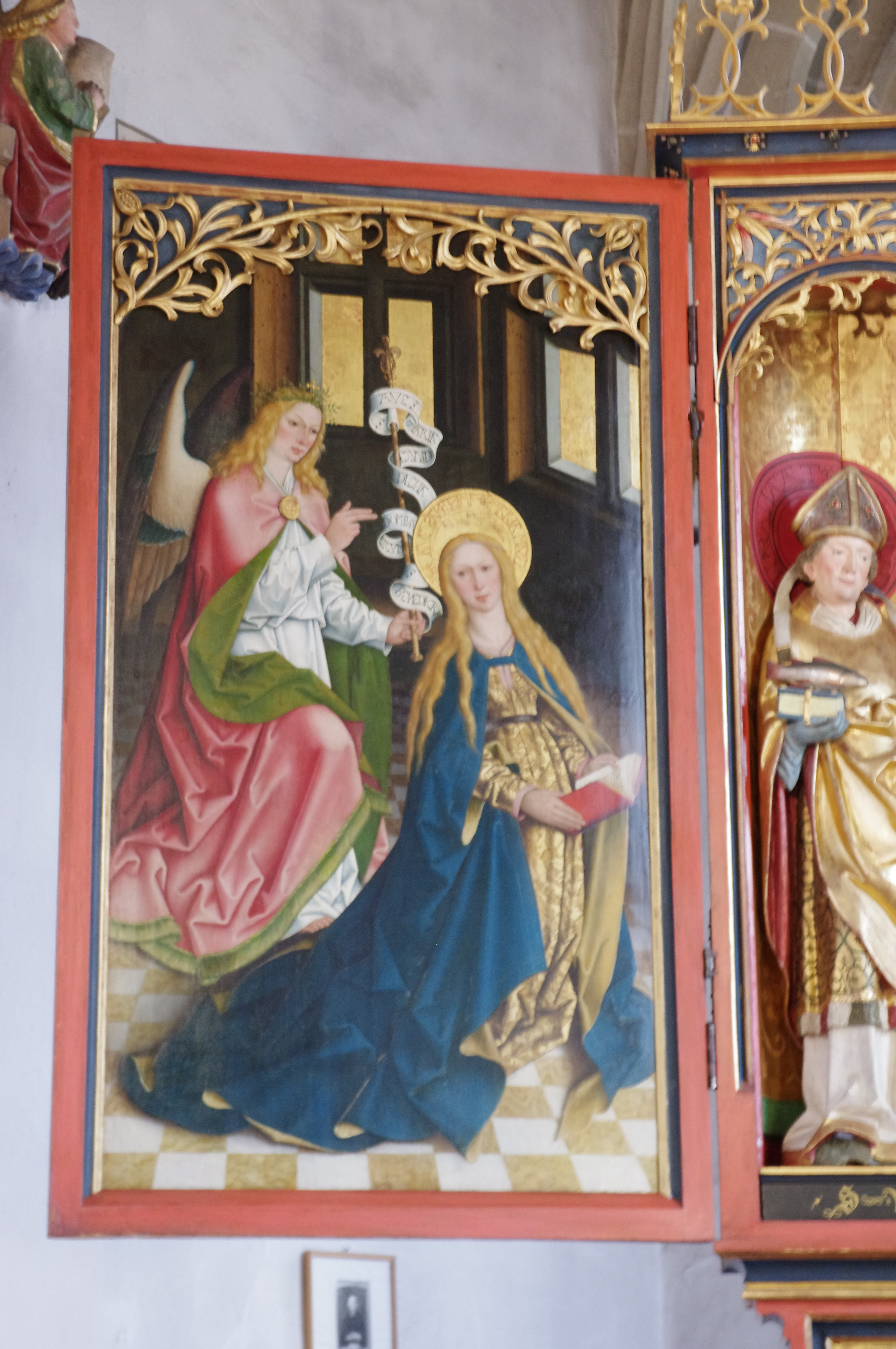
Linke Tafel
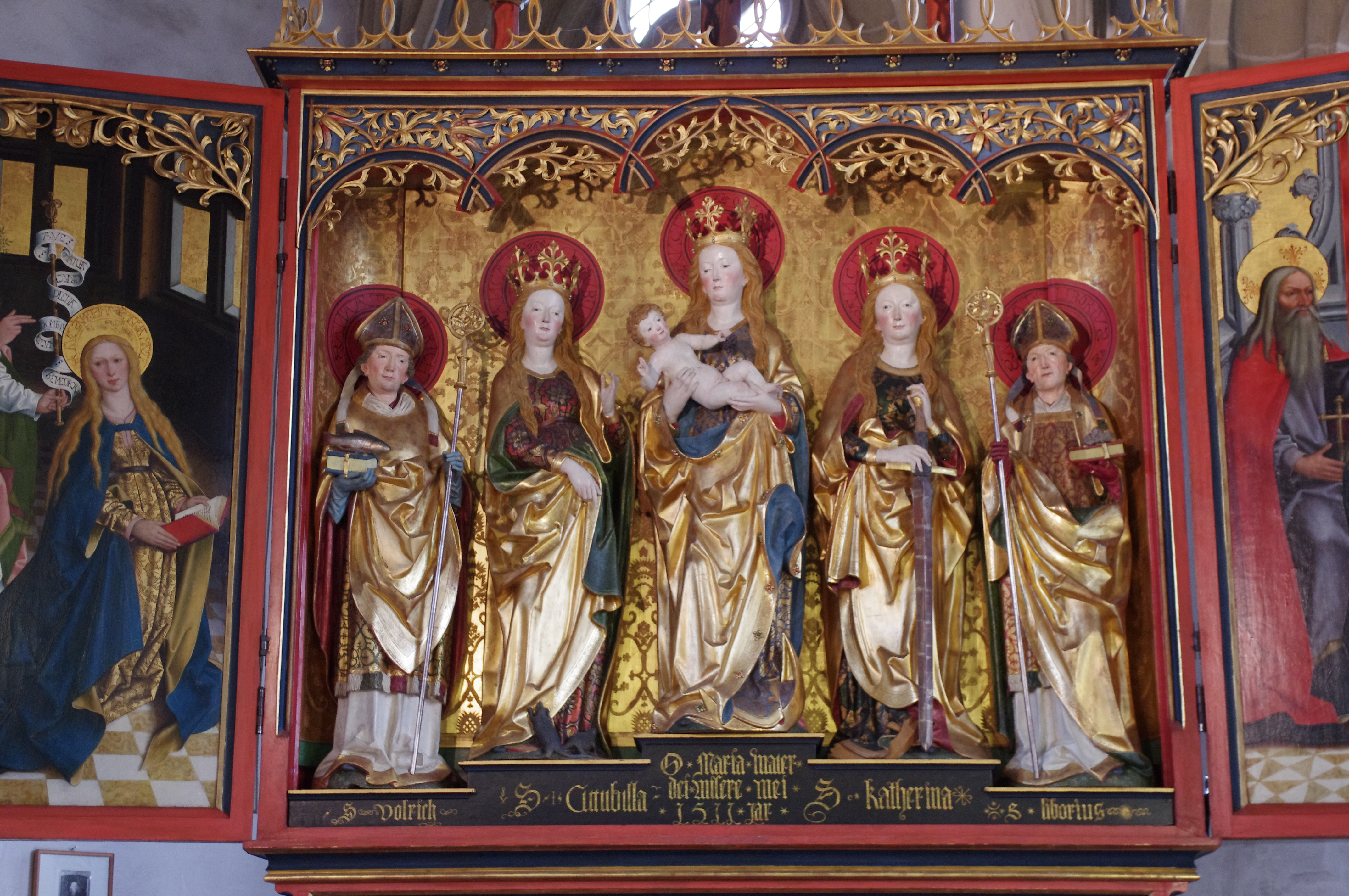
Schrein
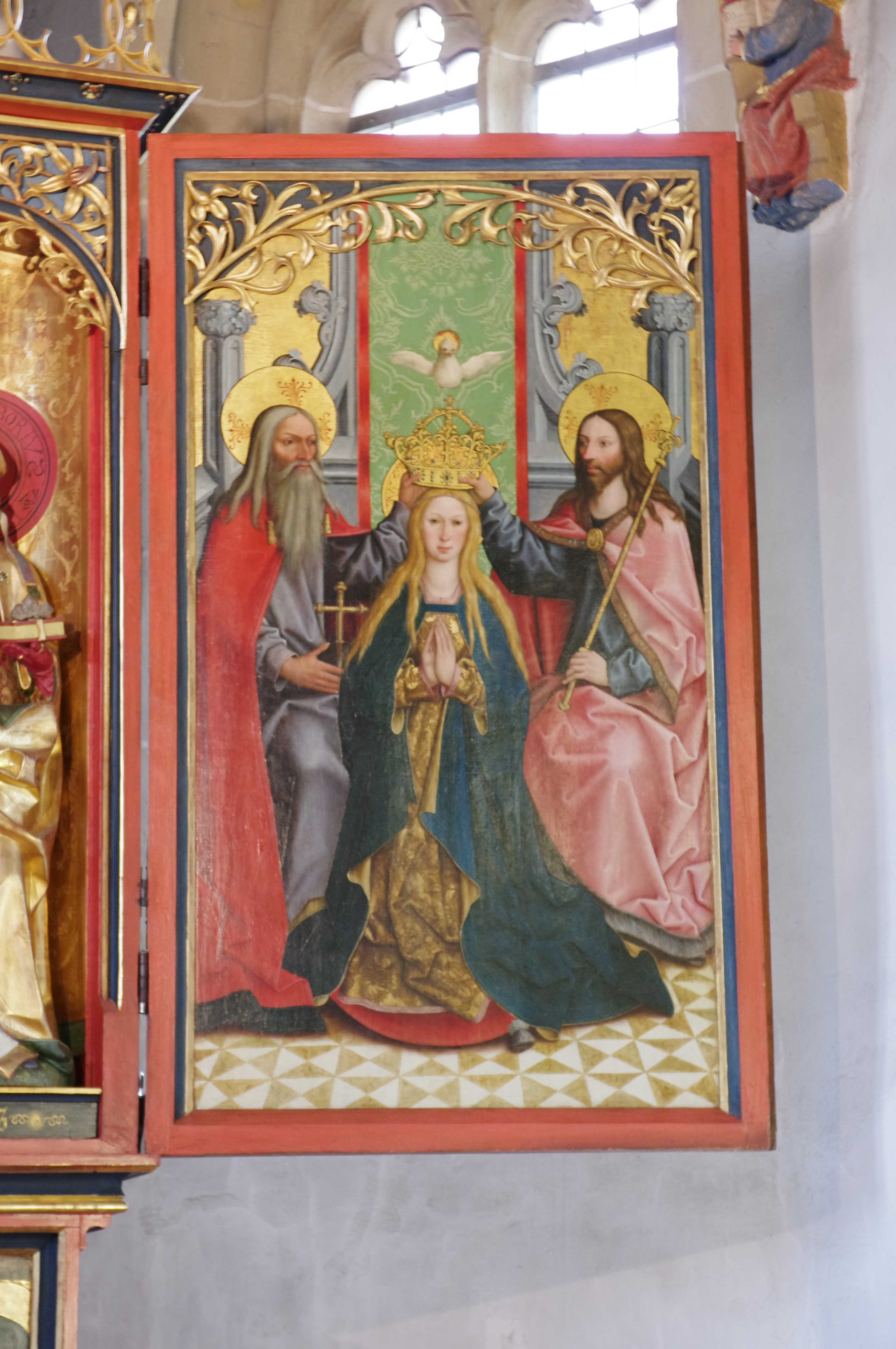
Rechte Tafel